# S3P
S3P (izg. Strip) je tretji studijski album slovenskega raperja Klemna Klemna, ki je izšel 4. septembra 2015 pri založbi Nika Records.
Gre za dvojni album - na prvem CD-ju je 15 novih studijskih skladb, na drugem, nekakšnem bonus dodatku, pa razni posnetki, ki so nastali v času od izdaje predhodnika.

## Kritični odziv
Kritični odziv je bil pozitiven. Za Mladino je Goran Kompoš rekel, da Klemen Klemen pri štiridesetih »na življenje gleda bolj zrelo, vendar to ne pomeni, da se je odpovedal razposajenosti«, in dodal: »Tudi na novi plošči ne manjka klemnovske duhovitosti, igrivosti in zabavnih referenc na njegovo preteklost, v besedilih in beatih ter zabavnih domislicah ali pa na ulici posnetih skitih.«
Na Radiu Študent je bil album uvrščen na 17. mesto seznama Naj domača tolpa bumov 2015, na portalu 24ur.com pa na 4. mesto najboljših domačih albumov leta.

### Priznanja
| objava        | uvrstitev | seznam                      |
| ------------- | --------- | --------------------------- |
| Radio Študent | 17.       | Naj domača tolpa bumov 2015 |
| 24ur.com      | 4.        | Albumi 2015 – domača scena  |

## Seznam skladb
| Prvi CD | Prvi CD                                                   | Prvi CD |
| Št.     | Naslov                                                    | Dolžina |
| ------- | --------------------------------------------------------- | ------- |
| 1.      | „Intro (Kmetija)‟                                         | 0:42    |
| 2.      | „Life of a NI GA‟                                         | 4:16    |
| 3.      | „Repr al nis‟ (feat. Unknown in Ballau)                   | 4:33    |
| 4.      | „Ženske‟                                                  | 4:08    |
| 5.      | „Skit (Ninja na motorju)‟                                 | 0:41    |
| 6.      | „Puzabl smo na bolši svet‟ (feat. Anika Horvat in Zlatko) | 4:46    |
| 7.      | „Pirat Walk‟                                              | 4:29    |
| 8.      | „Igra‟ (feat. Alkomobb)                                   | 5:50    |
| 9.      | „Na drugo stran‟ (feat. Kosta in Ballau)                  | 3:55    |
| 10.     | „Skit (Japonska)‟                                         | 0:33    |
| 11.     | „Glavo v oblakih‟                                         | 4:04    |
| 12.     | „Moja lepa soseda‟ (feat. Gino Mafija, Bobi Vejn in King) | 6:06    |
| 13.     | „Ke$ tip‟                                                 | 3:30    |
| 14.     | „Skit (Na pumpi)‟                                         | 0:38    |
| 15.     | „Pridte na party‟ (feat. T-Set)                           | 5:52    |
| 16.     | „FBS (Fafing Bradr System)‟                               | 3:30    |
| 17.     | „Ohio‟ (feat. Gape)                                       | 5:10    |
| 18.     | „Vsak člouk ma svoj svet‟                                 | 4:50    |
| 19.     | „Ljubezen‟                                                | 5:06    |
| 20.     | „Outro (Mitraljez)‟                                       | 1:28    |

| Drugi CD (bonus) | Drugi CD (bonus)                                                                   | Drugi CD (bonus) |
| Št.              | Naslov                                                                             | Dolžina          |
| ---------------- | ---------------------------------------------------------------------------------- | ---------------- |
| 1.               | „SP3000‟                                                                           | 3:27             |
| 2.               | „Prepovedane plate‟                                                                | 3:35             |
| 3.               | „Prašiči na prašiče‟                                                               | 4:10             |
| 4.               | „Tut prou‟                                                                         | 4:52             |
| 5.               | „Zmagovita dirka‟ (z Dubzillo)                                                     | 4:48             |
| 6.               | „FBS (Fafing Bradr System)‟ (v živo na Izštekanih)                                 | 4:28             |
| 7.               | „Prepovedane plate‟ (v živo na Izštekanih)                                         | 3:32             |
| 8.               | „Glavo v oblakih‟ (v živo na Izštekanih)                                           | 4:23             |
| 9.               | „Ljubezen‟ (v živo z Big Bandom RTV Slovenija)                                     | 5:25             |
| 10.              | „Puzabl smo na bolši svet‟ (feat. Anika Horvat, v živo z Big Bandom RTV Slovenija) | 5:03             |
| 11.              | „FBS (Fafing Bradr System)‟ (v živo z Big Bandom RTV Slovenija)                    | 3:57             |

## Zasedba
- Klemen Klemen – vokal
- Katka Kregar – oblikovanje naslovnice